# Витоша
Планина Витоша (лат. Scomius, Scombrus) је палеовулкан у западном делу Бугарске, на чијим падинама је смештен главни град Софија.

## Назив
Први писани траг о планини нам је оставио Тукидид у 5. веку п. н. е. Древни називи Scopius, Scombros и Scomios, који се уклапају у опис планине, имају значење „стрма планина”. Претпоставља се да је данашње име Витоша трачанског порекла и значи „двоглава планина” односно „планина са два врха”.

## Карактеристике
Велики део планине је покривен националним парком истоименог назива у ком се налазе и највише посећене туристичке атракције овог географског предела. Витоша је један од најстаријих националних паркова не само у Бугарској већ и на целом Балкану, али и један од најстаријих у Европи. На подручју националног парка налази се и место Књажево које је препуно минералних извора. Подручје о коме се води посебна брига и пажња је резерват „Торфено браниште”, који је био први извор воде за некадашњу Софију.
Планина је вулканског порекла која је настала као резултат активности вулкана. Обликована је спорим савијањем гранитних слојева стена и постепеним издизањем тог подручја. У великој мери се састоји од сијенита, поготово од алкалног фелдспата. Иако на први поглед делује као правилна купа, она се састоји од више брежуљака који се уздижу један изнад другог. Дугачка је 19 km а широка 17 km.

## Историја
Планина је насељена још од времена Трачана, и кроз историју у последњих 4000 година насеобине на планини су веома повезане са околним суседним планинама. Назив Витоша потиче од облика који ова планина има, односно од два врха која се издижу изнад Софије.
Витоша, како сведоче и историјски документи, је била пре неколико векова прекривена остацима веома недоступне прашуме. Данас се остаци четинарских прашума налазе у резервату око Златних мостова (буг. Златните мостове).
На врху Витоше се налази метеоролошка станица која је изграђена још 1935. године, али још увек функционише. Данас се користи и као одмаралиште за планинаре и излетнике, али такође и као тачка на којој се налази спасилачка станица.